# Carlito Cenzon
Carlito Joaquin Cenzon CICM (* 25. Januar 1939 in Baguio City, Philippinen; † 26. Juni 2019 ebenda) war ein philippinischer Ordensgeistlicher und römisch-katholischer Bischof von Baguio.

## Biografie
Cenzon, Mitglied des römisch-katholischen Männerordens Kongregation vom Unbefleckten Herzen Mariens empfing am 9. Juli 1965 die Priesterweihe. Am 6. Juli 1992 erfolgte seine Ernennung durch Papst Johannes Paul II. zum Apostolischen Vikar von Tabuk sowie zum Titularbischof von Scebatiana und er empfing am 25. November 1992 die Bischofsweihe durch Gian Vincenzo Moreni.
Am 25. Januar 2002 wurde er durch Johannes Paul II. zunächst zum Apostolischen Vikar von Baguio berufen, ehe er am 10. Juli 2004 zum ersten Bischof des neu begründeten Bistums Baguio ernannt wurde. Bereits vier Tage später war er Mitkonsekrator bei der Weihe von Cornelio Galleo Wigwigan, dem Apostolischen Vikar von Bontoc-Lagawe.
Papst Franziskus nahm am 1. Oktober 2016 seinen altersbedingten Rücktritt an.